# Hans Hirschfeld

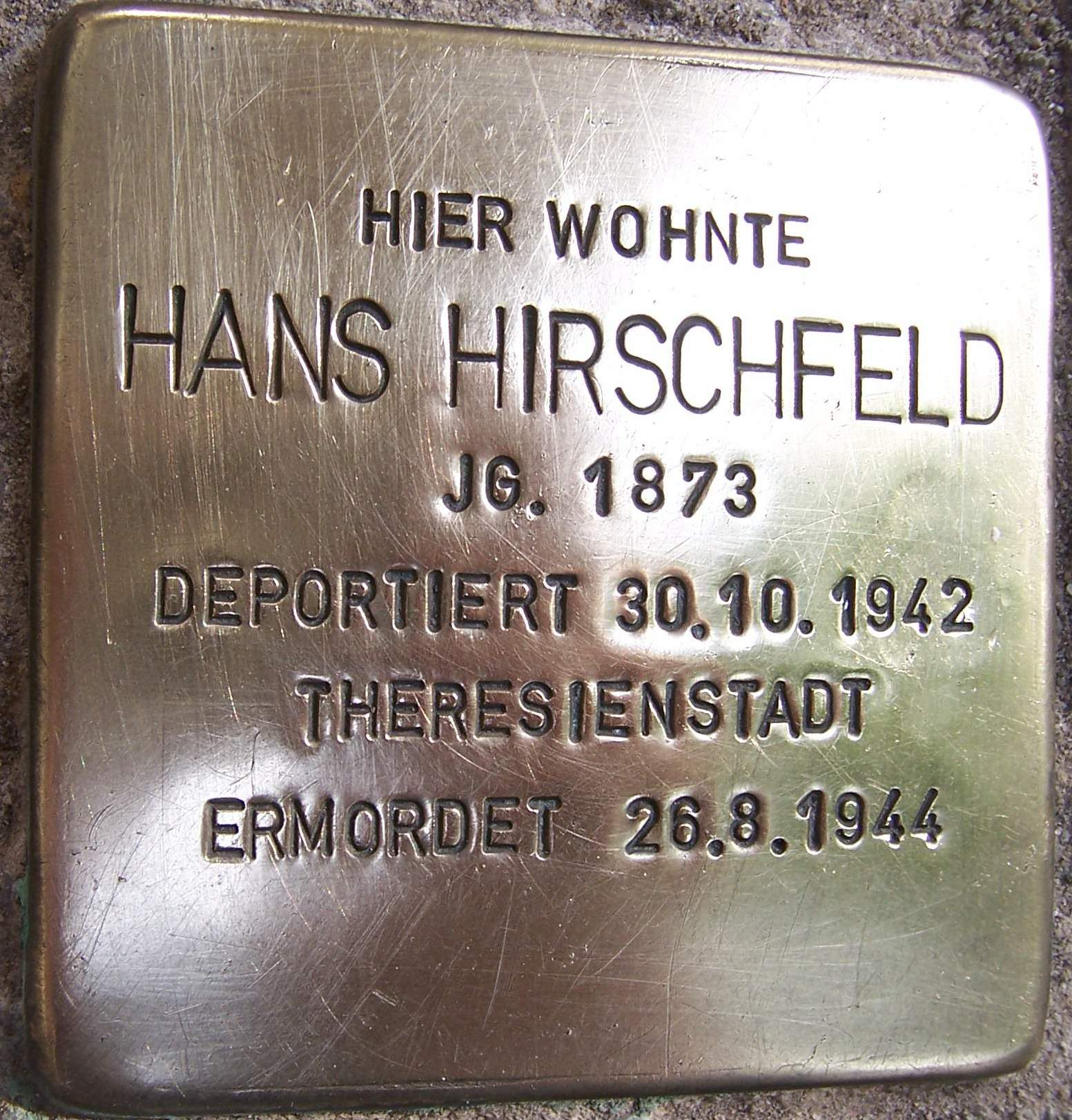
Stolperstein in Berlin

Hans Hirschfeld (* 20. März 1873 in Berlin; † 26. August 1944 in Theresienstadt) war ein deutscher Hämatologe und Herausgeber der ersten Auflage des „Handbuchs der Allgemeinen Hämatologie“.

## Leben
Hirschfeld stammte aus einer Berliner Kaufmannsfamilie. Nach dem Besuch des Lessinggymnasiums studierte er von 1891 bis 1897 Medizin an der Friedrich-Wilhelm-Universität, promovierte am dortigen Pathologischen Institut und begann seine Assistenzzeit am Krankenhaus Moabit in Berlin. Ab 1910 übernahm er die Patientenbetreuung am  Krebsinstitut der Berliner Charité. 1919 habilitierte Hirschfeld mit einer Arbeit über die perniziöse Anämie und erhielt 1922 die Ernennung zum Professor.
Nach Inkrafttreten des Berufsbeamtengesetzes im April 1933 wurde er im Mai 1933 mit sofortiger Wirkung beurlaubt. Er verlor seine Lehrbefugnis und im September 1938 auch seine Bestallung als Arzt. Die Nationalsozialisten deportierten das jüdische Ehepaar Hirschfeld am 30. Oktober 1942 in das KZ Theresienstadt, wo Hans Hirschfeld am 26. August 1944 starb. Den beiden Töchtern gelang rechtzeitig die Emigration.

## Werk
Hirschfelds Interesse galt schon früh den Bluterkrankungen. Seine ca. 160 Publikationen beschäftigten sich mit histologischen und hämatologischen Fragestellungen, besonders intensiv mit der Pathologie der Milz. Ein weiterer Schwerpunkt war, gemeinsam mit Artur Pappenheim, die mikroskopische Differenzierung von Blutzellen. Frühzeitig engagierte er sich in der 1908 gegründeten Berliner Hämatologischen Gesellschaft, Vorgängerin der  Deutschen Gesellschaft für Hämatologie und Onkologie (DGHO). Hans Hirschfeld war einer der international renommierten Hämatologen seiner Zeit. Ein wesentliches Verdienst war 1932 die erste Herausgabe des vierbändigen „Handbuch der allgemeinen Hämatologie“, gemeinsam mit Anton Hittmair. Ebenfalls war er Herausgeber mehrerer hämatologischer Fachzeitschriften u. a. der „Folia haematologica“. Als Mitarbeiter und Spezialist für Blutkrankheiten war er auch am Lexikon der gesamten Therapie beteiligt.

## Nachwirken und Rezeption
Das von Hirschfeld und Hittmair begründete „Handbuch der allgemeinen Hämatologie“ blieb bis in die 1970er Jahre ein unverzichtbares Standardwerk im deutschen Sprachraum. Die von Hirschfeld maßgeblich geprägte Zeitschrift „Folia haematologica“ wurde bis 1990 bei der Leipziger Akademischen Verlagsgesellschaft weitergeführt. Von 1956 bis 1964 vertrieb die Akademische Verlagsgesellschaft in Frankfurt am Main eine konkurrierende Zeitschrift unter dem Namen „Folia haematologica. Neue Folge.“ Entgegen akademischen Gepflogenheiten verschwiegen nach dem Kriege Ludwig Heilmeyer und Viktor Schilling als Herausgeber des Lehrbuchs respektive der Zeitschriften in der DDR und der Bundesrepublik Hirschfeld als historischen Herausgeber und eigneten sich so Hirschfelds geistiges Eigentum an.
Während Hirschfeld und seine Leistungen nahezu vergessen wurden, erlangten Heilmeyer und Schilling akademische Würden und Ämter an den Universitäten Freiburg und Rostock. Erst 2011 wurde Hirschfelds Name wieder gewürdigt: in der Charlottenburger Droysenstraße in Berlin wurde ein Stolperstein zu seinem Gedenken verlegt.
Die DGHO bezeichnete ihn als zweifellos bekanntesten deutschen Hämatologen und Krebsforscher der dreißiger Jahre. Den zweiten Teil des Buches 1937-2012. Die Geschichte der Deutschen Gesellschaft für Hämatologie und Onkologie im Spiegel ihrer Ehrenmitglieder widmete die DGHO der Erinnerung an ihn.
Anfang Oktober 2021 wurde auf dem Campus der Universität Ulm, dessen Gründungsrektor Heilmeyer war, ein Platz nach Hans Hirschfeld benannt und eine Gedenkstele errichtet.

## Schriften
- mit Willy Alexander: Ein bisher noch nicht beobachteter Befund bei einem Fall von akuter (myeloider?) Leukämie. In: Berliner Klinische Wochenschrift. Bd. 39, 1902, S. 231–235 (PDF).
- Über atypische Myeloidwucherung. In: Folia Haematologica. 2, 1905, S. 665–670 (PDF).
- Über Leukanämie. In: Folia Haematologica. Bd. 3, 1906, S. 332–339 (PDF).
- mit Abraham Buschke: Über Leucosarcomatosis cutis. In: Folia Haematologica. Bd. 12, 1911, S. 73–98 (PDF).
- mit August Weinert: Klinische und experimentelle Untersuchungen über den Einfluss der Milz auf die erythroplastische Tätigkeit des Knochenmarks. In: Berliner Klinische Wochenschrift. Bd. 61, 1914, S. 1026–1028 (PDF).